# Steve-O
Stephen Gilchrist Glover (sinh ngày 13 tháng 6 năm 1974), được biết đến với tên gọi chuyên nghiệp là Steve-O, là một nhân vật truyền hình người Mỹ gốc Anh, diễn viên đóng thế, diễn viên, nhà văn, nhà sản xuất, diễn viên hài kịch, và nhạc sĩ. Sự nghiệp giải trí của anh chủ yếu tập trung vào các diễn viên đóng thế của anh trên loạt phim truyền hình Mỹ Jackass (2000-2002) và các bộ phim liên quan của nó, bao gồm Jackass: The Movie (2002), Jackass Number Two (2006) và Jackass 3D (2010), cũng như loạt spin-off Wildboyz (2003-2006).

## Cuộc đời và sự nghiệp

### Đầu đời
Stephen Gilchrist Glover sinh ra tại Wimbledon, London, vào ngày 13 tháng 6 năm 1974. Mẹ của anh, Donna Gay Glover (nhũ danh Wauthier; d. 2003), là người Canada, và cha anh, Richard Edward "Ted" Glover, là một nửa người Anh và một nửa người Mỹ. Ông ngoại kế của ông là phát thanh viên Wayne Howell. Khi anh được sáu tháng tuổi, gia đình anh chuyển đến Brazil do cha anh làm chủ tịch bộ phận Pepsi-Cola của Nam Mỹ và Steve-O nói trong một cuộc phỏng vấn với Graham Bensinger rằng những từ đầu tiên của anh là tiếng Bồ Đào Nha. Gia đình anh chuyển từ Brazil đến Venezuela khi anh hai tuổi, nơi anh học tiếng Tây Ban Nha trôi chảy; năm bốn tuổi, anh chuyển đến Connecticut; năm sáu tuổi, anh chuyển đến Miami, Florida; chín tuổi, anh trở về Anh; năm 12 tuổi, anh chuyển đến Toronto, Ontario; và năm 13 tuổi, anh trở lại Anh một lần nữa, ở lại đó suốt bốn năm trung học tại trường American School ở London cho đến khi anh tốt nghiệp.